# O'Neill
O'Neill és una marca californiana de roba i taules de surf fundada el 1952 a San Francisco per Jack O'Neill (1923-2017). A finals de la dècada es va traslladar a Santa Cruz. Jack O'Neill va inventar el vestit de neoprè i el seu fill Pat la corretja per a la planxa de surf. El logotip de l'empresa simbolitza una onada trencant.
El maig de 2007 la propietat de la marca es va vendre a una empresa de capital privat amb seu a Luxemburg. L'empresa produeix vestits de neoprè, roba per a esports aquàtics i de neu i roba de carrer.
El 1996, O'Neill va crear l'O'Neill Sea Odyssey, un programa educatiu sobre el medi marí destinat al jovent per a promoure la protecció dels oceans per a les generacions futures i minimitzar l'impacte al nostre planeta.